# Final de la Liga Europa de la UEFA 2019-20
La final de la Liga Europa de la UEFA 2019-20, se disputó el día 21 de agosto de 2020 en el Estadio Rhein Energie de Colonia, Alemania. 
La sede de la final era en un principio en el Arena Gdansk en Polonia, sin embargo por la situación sanitaria en Europa, la sede tuvo que cambiarse al Estadio Rhein Energie en Alemania.

## Finalistas
En  negrita, las finales ganadas.
| Equipos        | Finales jugadas anteriormente                |
| -------------- | -------------------------------------------- |
| Sevilla F. C.  | 2005-06, 2006-07, 2013-14, 2014-15, 2015-16. |
| Inter de Milán | 1990-91, 1993-94, 1996-97, 1997-98.          |

## Sede de la Final
La final estaba originalmente programada para jugarse el 27 de mayo de 2020 en el Arena Gdańsk en Gdansk, Polonia. Sin embargo, la UEFA anunció el 23 de marzo de 2020 que la final se pospondría debido a la pandemia de COVID-19. El 17 de junio de 2020, el Comité Ejecutivo de la UEFA decidió trasladar la final a Colonia, como parte de un "torneo de final a ocho" que consiste en eliminatorias de un solo partido disputadas en cuatro estadios de toda Alemania.

El Estadio Rhein Energie, que por el impedimento de llevar nombres comerciales en competiciones de UEFA fue llamado Stadion Köln durante la final, se inauguró por primera vez en 1923 como Müngersdorfer Stadion y ha sido el estadio local del equipo de la Bundesliga alemana 1. FC Köln desde 1948. Se sometió a dos renovaciones importantes durante su vida útil. Fue sede de la Eurocopa de 1988, así como de la Copa FIFA Confederaciones 2005 y la Copa Mundial de la FIFA 2006.
| Alemania               |              |              |              |
| Ciudad                 | Estadio      |              |              |
| Colonia                | Stadion Köln | Stadion Köln | Stadion Köln |
|                        |              |              |              |
| 50 347 espectadores    |              |              |              |
| Final Liga Europa 2020 |              |              |              |

## Partidos de clasificación para la final

### Sevilla

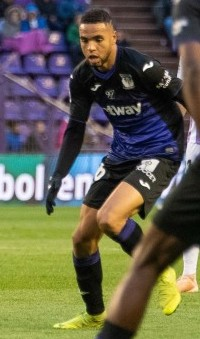
Youssef En-Nesyri marcó el gol del empate contra el CFR Cluj en Rumanía que permitió al Sevilla clasificar por la regla del gol de visitante.

El cuadro andaluz ingresó directamente a la fase de grupos tras acabar 6.º en la Primera División de España 2018-19. El 30 de agosto de 2019 la UEFA lo ubicó en el grupo A del torneo junto al APOEL de Chipre, el Qarabağ azerí y el F91 Dudelange de Luxemburgo. Clasificó en 1.º lugar con quince puntos y una sola derrota: perdió en la última fecha de visita contra el APOEL por 1-0, encuentro que disputaron dos clubes ya clasificados y que Sevilla, a pesar de jugar con suplentes, podría haber ganado con un penal lanzado por Munas Dabbur que tapó el portero Vid Belec.
El sorteo de los dieciseisavos de final lo emparejó con el CFR Cluj, segundo en el grupo E. En el partido de ida, jugado en el estadio Constantin Rădulescu, el local se adelantó a los 59 minutos gracias a un penal de Ciprian Deac, pero el Sevilla realizó algunos cambios y consiguió en el 83 el empate con un gol de Youssef En-Nesyri. La vuelta disputada en el Sánchez-Pizjuán se complicó para el club sevillano debido a su incapacidad de generar ocasiones de peligro a pesar de manejar el balón. Además, al minuto 87, Lacina Traoré controló el balón y asistió a Alexandru Păun, cuyo remate desde fuera del área no pudo atajar el portero Bono y clasificaba al Cluj. El árbitro Andris Treimanis revisó la jugada en el VAR y anuló el gol por mano de Traoré. El partido acabó 0-0 y el Sevilla pasó gracias al gol anotado en Rumanía.
Para los octavos de final la UEFA definió que el Sevilla enfrentaría a la Roma el 12 de marzo de 2020 en el Sánchez-Pizjuán. Sin embargo, el desarrollo de la pandemia de coronavirus tanto en España como en Italia llevó a que se discutiera la posibilidad de disputar el encuentro a puertas cerradas. Un día antes de jugarse, la UEFA comunicó su suspensión por las restricciones de viaje impuestas por los gobiernos. Aproximadamente cinco meses después se decidió continuar la competencia con un cambio de formato. Las llaves que todavía no habían comenzado (Sevilla-Roma e Inter-Getafe) se definieron a partido único en cancha neutral, mientras que las demás se realizaron en el estadio del equipo que jugó de visitante en la ida. Por lo anterior, Sevilla jugó contra la Roma en el MSV-Arena, y consiguió su paso a los cuartos de final con una victoria de 2-0 con tantos de Sergio Reguilón y Youssef En-Nesyri.

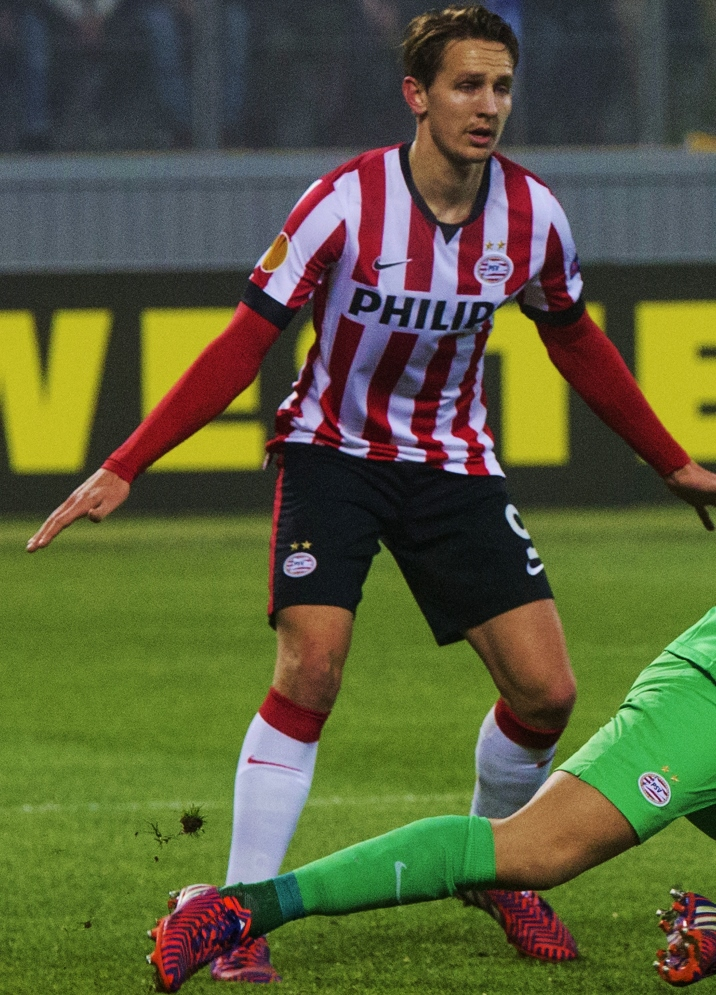
Luuk de Jong marcó su primer gol en el torneo en las semifinales contra Manchester United.

En la ronda de los ocho mejores se topó con el Wolverhampton, equipo que clasificó 2.º en el grupo K, que superó en la ronda eliminatoria al Espanyol y el Olympiacos y que alcanzaba por primera vez en 48 años los cuartos de final de la Liga de Europa. El cotejo resultó parejo y ambos tuvieron opciones para pasar a semifinales. Mientras el Sevilla controlaba el balón, los Wolves se mantuvieron firmes en defensa. A los diez minutos, Adama Traoré recuperó el balón desde su propio campo y avanzó en velocidad hasta que Diego Carlos le cometió penal. Sin embargo, el portero Bono consiguió detener el lanzamiento de Raúl Jiménez y mantener el empate en el primer tiempo. El encuentro mantuvo su ritmo durante en la segunda parte, y Sevilla tuvo algunas opciones para marcar. Cuando quedaban dos minutos para el final, Lucas Ocampos anotó de cabeza tras un centro de Éver Banega y clasificó al cuadro español a semifinales.
Manchester United, que buscaba recuperar su nivel de juego tras clasificar con un gol durante la prórroga contra el Copenhague en cuartos, llegó al encuentro con la intención de llegar a su segunda final en el torneo tras obtenerlo durante la temporada 2016-17. El partido comenzó con un equipo inglés mucho más activo que el Sevilla, lo que le permitió adelantarse rápidamente a los siete minutos con un gol de penal de Bruno Fernandes. A los 25 minutos, Reguilón realizó un centro rasante y Suso consiguió emparejar el marcador hasta el final del primer tiempo. En el inicio de la segunda mitad el United volvió a tener opciones de adelantarse a través de Mason Greenwood o Anthony Martial, pero Bono mantuvo el empate. A pesar del dominio del club inglés, a los 77 minutos Franco Vázquez centró la pelota y Luuk de Jong logró batir a David de Gea y marcar el 2-1. El resultado se mantuvo y con ello Sevilla clasificó a la definición por el título.

### Inter de Milán
Inter de Milán disputó inicialmente la Liga de Campeones de la UEFA 2019-20 luego de terminar en 4.ª posición en la Serie A 2018-19. Fue emparejado en el grupo F de la competencia junto al F. C. Barcelona, el Borussia Dortmund y el Slavia Praga, en el que fue considerado el grupo de la muerte de ese edición.
A pesar de enfrentar en la primera fecha y de local al rival más débil, solo consiguió empatar 1-1 con un gol de Nicolò Barella en los minutos finales del partido. En el siguiente partido fue derrotado en el Camp Nou por el Barcelona y luego ganó en el Giuseppe Meazza al Dortmund. Este mismo equipo ganó en la vuelta en Alemania por 3-2, tras estar 0-2 en contra, con un doblete de Achraf Hakimi. Después Inter superó al Slavia Praga por 3-1, lo que le permitió llegar a la última fecha con la opción de entrar a la siguiente ronda si ganaba el encuentro o si perdía el Dortmund. Sin embargo, Barcelona ganó por 2-1 con gol de Carles Pérez y de Ansu Fati, que con esta anotación se convirtió en el jugador más joven en anotar por la Liga de Campeones. Con ese resultado acabó en el 3.º lugar del grupo y accedió directamente a los dieciseisavos de final de la Liga de Europa.
El sorteo realizado por la UEFA definió que enfrentaría al Ludogorets, equipo búlgaro que terminó 2.º en el grupo H. En el Ludogorets Arena el cuadro italiano consiguió ganar por 2-0 gracias a un tanto de Christian Eriksen a los 71 minutos y de Romelu Lukaku cuando el encuentro estaba por terminar. Para la vuelta el club búlgaro se adelantó en el marcador a los 26 minutos gracias a Cauly, que recibió desde la derecha un centro de Cicinho. Sin embargo, Cristiano Biraghi marcó el empate parcial tras asistencia de Eriksen y, poco antes del final del primer tiempo, Lukaku anotó de cabeza el 2-1. Durante la segunda parte el marcador se mantuvo igual y la llave se definió por un global de 4-1.

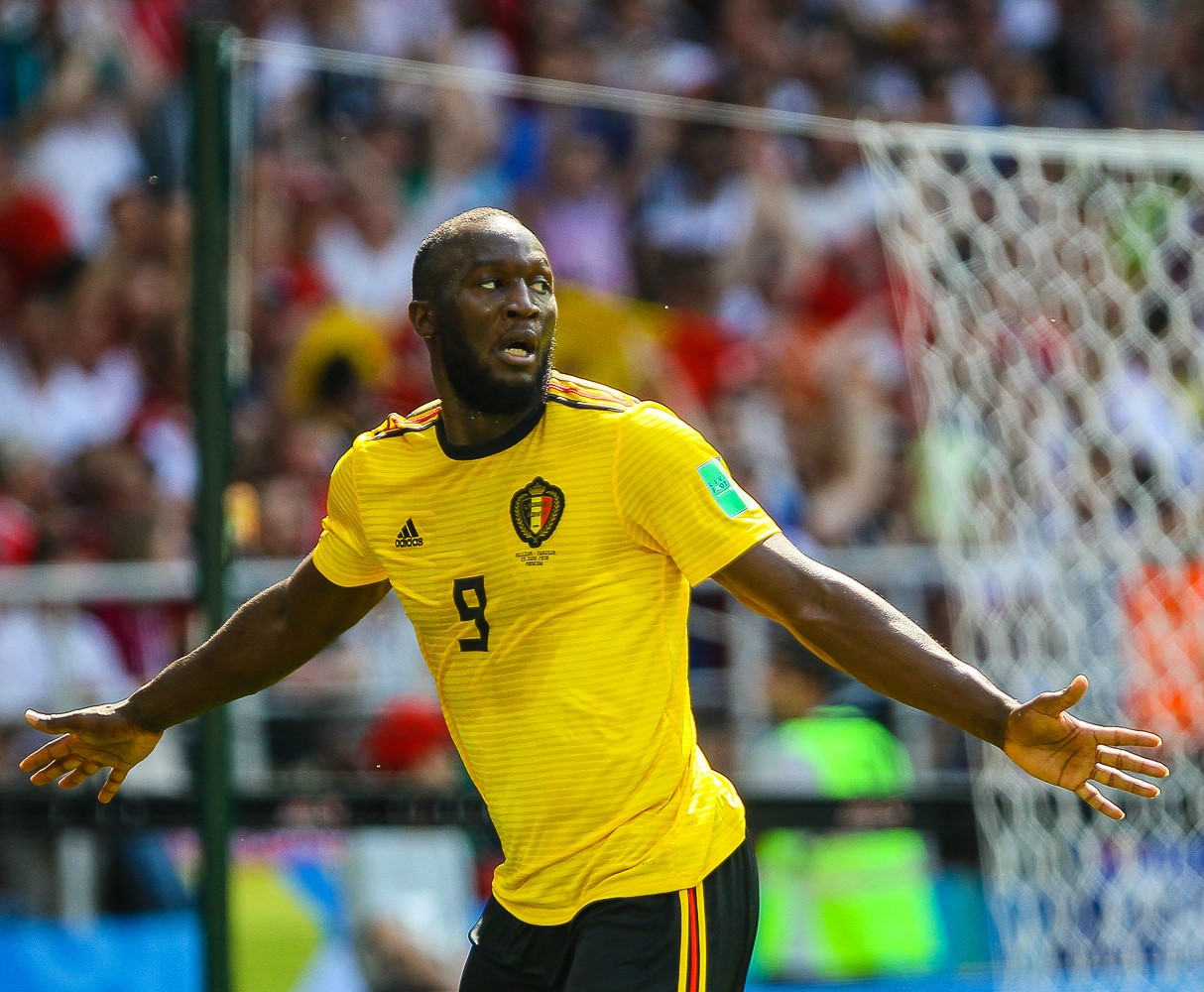
Romelu Lukaku durante la disputa del torneo se convirtió en el primer jugador en anotar durante diez partidos consecutivos en la Liga de Europa de la UEFA. Su récord incluye partidos que disputó en Inter de Milán y Everton.

Los efectos de la pandemia de coronavirus en Europa y las disposiciones sanitarias desarrolladas obligaron a suspender el encuentro contra el Getafe por los octavos de final antes de que se jugara el encuentro de ida. Cuando la competencia se pudo volver a disputar, la UEFA acordó que la llave entre los dos equipos se definiera a partido único y en cancha neutral al igual que el Sevilla - Roma y los demás partidos desde los cuartos de final. El 5 de agosto de 2020 jugaron su paso a la siguiente fase en el Veltins-Arena y sin público. Getafe tuvo su primera opción en el primer minuto con un cabezazo de Nemanja Maksimović que fue tapado por el portero Samir Handanović, luego a los 17 Jaime Mata remató y su disparo fue sacado por Alessandro Bastoni. Tras ello, Inter tuvo tres opciones de convertir, hasta que finalmente Lukaku resistió un balón largo y con un remate cruzado puso el 1-0. En la segunda fracción el equipo español tuvo el empate luego que el árbitro cobrara penal tras de revisar por medio del VAR una mano de Diego Godín. Sin embargo, el recién ingresado Jorge Molina falló el lanzamiento. Siete minutos después, en el 82, Eriksen aprovechó un rebote dado por un defensor y sentenció la llave por 2-0.
En cuartos de final enfrentó al Bayer Leverkusen, equipo alemán que clasificó directamente a los dieciseisavos del torneo tras terminar 3.º en el grupo D de la Liga de Campeones y que venció en la ronda eliminatoria al Porto y al Rangers. Inter consiguió adelantarse rápidamente por 2-0 en los primeros veinte minutos del partido con las anotaciones de Barella y de Lukaku, pero a los 25 Kai Havertz anotó el descuento. En el segundo tiempo ambos clubes tuvieron opciones, aunque lastapadas de Lukáš Hrádecký permitieron el equipo alemán seguir luchando por conseguir el empate hasta el final del encuentro. Con el resultado definitivo de 2-1 Inter aseguró su paso a semifinales, donde enfrentó al Shajtar Donetsk.
El 17 de agosto ambas equipos disputaron su cupo a la final del torneo. Durante los primeros minutos el encuentro estuvo equiparado, hasta que a los 19 Lautaro Martínez abrió el marcador. Con el gol en contra el club ucraniano adelantó sus líneas e Inter aprovechó esto para desarrollar mejores contragolpes. Esto resultó más notorio en la segunda parte luego que Danilo D'Ambrosio aumentara la ventaja tras un lanzamiento de esquina. Desde el 2-0 Shajtar comenzó a cometer más fallos, lo que permitió que Lautaro anotase su segundo tanto y que Lukaku hiciese un doblete para asegurar la clasificación por 5-0.

### Resumen
| Grupo A       | Pts. | PJ | PG | PE | PP | GF | GC | Dif |
| ------------- | ---- | -- | -- | -- | -- | -- | -- | --- |
| Sevilla       | 15   | 6  | 5  | 0  | 1  | 14 | 3  | 11  |
| APOEL         | 10   | 6  | 3  | 1  | 2  | 10 | 8  | 2   |
| Qarabağ       | 5    | 6  | 1  | 2  | 3  | 8  | 11 | -3  |
| F91 Dudelange | 4    | 6  | 1  | 1  | 4  | 8  | 18 | -10 |

| Grupo F           | Pts. | PJ | PG | PE | PP | GF | GC | Dif |
| ----------------- | ---- | -- | -- | -- | -- | -- | -- | --- |
| Barcelona         | 14   | 6  | 4  | 2  | 0  | 9  | 4  | 5   |
| Borussia Dortmund | 10   | 6  | 3  | 1  | 2  | 8  | 8  | 0   |
| Inter de Milán    | 7    | 6  | 2  | 1  | 3  | 10 | 9  | 1   |
| Slavia Praga      | 2    | 6  | 0  | 2  | 4  | 4  | 10 | -6  |

## Partido

### Ficha
| 13    | POR   | Yassine Bounou  |     |
| 16    | DEF   | Jesús Navas     |     |
| 12    | DEF   | Jules Koundé    |     |
| 20    | DEF   | Diego Carlos    | 86' |
| 23    | DEF   | Sergio Reguilón |     |
| 24    | MED   | Joan Jordán     |     |
| 25    | MED   | Fernando        |     |
| 10    | MED   | Éver Banega     |     |
| 5     | DEL   | Lucas Ocampos   | 71' |
| 41    | DEL   | Suso            | 77' |
| 19    | DEL   | Luuk de Jong    | 85' |
| D. T. | D. T. | Julen Lopetegui |     |

| 1     | POR   | Samir Handanović    |     |
| 2     | DEF   | Diego Godín         | 90' |
| 6     | DEF   | Stefan de Vrij      |     |
| 95    | DEF   | Alessandro Bastoni  |     |
| 33    | MED   | Danilo D'Ambrosio   | 78' |
| 23    | MED   | Nicolò Barella      |     |
| 77    | MED   | Marcelo Brozović    |     |
| 5     | MED   | Roberto Gagliardini | 78' |
| 15    | MED   | Ashley Young        |     |
| 9     | DEL   | Romelu Lukaku       |     |
| 10    | DEL   | Lautaro Martínez    | 78' |
| D. T. | D. T. | Antonio Conte       |     |

| 11 | DEL | Munir             | 71' |
| 22 | MED | Franco Vázquez    | 78' |
| 51 | DEL | Youssef En-Nesyri | 85' |
| 17 | MED | Nemanja Gudelj    | 86' |

| 24 | MED | Christian Eriksen | 78' |
| 7  | DEL | Alexis Sánchez    | 78' |
| 11 | MED | Victor Moses      | 78' |
| 87 | MED | Antonio Candreva  | 90' |

| 12' · 33' · 74' | Luuk de Jong Romelu Lukaku | 1:1 2:1 3:2 |

| 5' · 35' | Romelu Lukaku Diego Godín | 0:1 2:2 |

| 4' · 45' | Diego Carlos Éver Banega |

| 41' · 55' · 73' | Nicolò Barella Alessandro Bastoni Roberto Gagliardini |

| Principal  | Danny Makkelie          |
| Asistentes | Mario Diks              |
|            | Hessel Steegstra        |
| Cuarto     | Anastasios Sidiropoulos |

| VAR            | Jochem Kamphuis  |
| Asistentes VAR | Kevin Blom       |
|                | Paweł Gil        |
|                | Paweł Sokolnicki |

|                    |     |     |
| Tiros              | 14  | 9   |
| Tiros a puerta     | 6   | 5   |
| Faltas             | 16  | 19  |
| Saques de esquina  | 1   | 2   |
| Fueras de juego    | 0   | 2   |
| Posesión del balón | 47% | 53% |

| Alineación inicial |

| 13    | POR   | Yassine Bounou  |     |
| 16    | DEF   | Jesús Navas     |     |
| 12    | DEF   | Jules Koundé    |     |
| 20    | DEF   | Diego Carlos    | 86' |
| 23    | DEF   | Sergio Reguilón |     |
| 24    | MED   | Joan Jordán     |     |
| 25    | MED   | Fernando        |     |
| 10    | MED   | Éver Banega     |     |
| 5     | DEL   | Lucas Ocampos   | 71' |
| 41    | DEL   | Suso            | 77' |
| 19    | DEL   | Luuk de Jong    | 85' |
| D. T. | D. T. | Julen Lopetegui |     |

| 1     | POR   | Samir Handanović    |     |
| 2     | DEF   | Diego Godín         | 90' |
| 6     | DEF   | Stefan de Vrij      |     |
| 95    | DEF   | Alessandro Bastoni  |     |
| 33    | MED   | Danilo D'Ambrosio   | 78' |
| 23    | MED   | Nicolò Barella      |     |
| 77    | MED   | Marcelo Brozović    |     |
| 5     | MED   | Roberto Gagliardini | 78' |
| 15    | MED   | Ashley Young        |     |
| 9     | DEL   | Romelu Lukaku       |     |
| 10    | DEL   | Lautaro Martínez    | 78' |
| D. T. | D. T. | Antonio Conte       |     |

| 11 | DEL | Munir             | 71' |
| 22 | MED | Franco Vázquez    | 78' |
| 51 | DEL | Youssef En-Nesyri | 85' |
| 17 | MED | Nemanja Gudelj    | 86' |

| 24 | MED | Christian Eriksen | 78' |
| 7  | DEL | Alexis Sánchez    | 78' |
| 11 | MED | Victor Moses      | 78' |
| 87 | MED | Antonio Candreva  | 90' |

| 12' · 33' · 74' | Luuk de Jong Romelu Lukaku | 1:1 2:1 3:2 |

| 5' · 35' | Romelu Lukaku Diego Godín | 0:1 2:2 |

| 4' · 45' | Diego Carlos Éver Banega |

| 41' · 55' · 73' | Nicolò Barella Alessandro Bastoni Roberto Gagliardini |

| Principal  | Danny Makkelie          |
| Asistentes | Mario Diks              |
|            | Hessel Steegstra        |
| Cuarto     | Anastasios Sidiropoulos |

| VAR            | Jochem Kamphuis  |
| Asistentes VAR | Kevin Blom       |
|                | Paweł Gil        |
|                | Paweł Sokolnicki |

|                    |     |     |
| Tiros              | 14  | 9   |
| Tiros a puerta     | 6   | 5   |
| Faltas             | 16  | 19  |
| Saques de esquina  | 1   | 2   |
| Fueras de juego    | 0   | 2   |
| Posesión del balón | 47% | 53% |

| Alineación inicial |

| 13    | POR   | Yassine Bounou  |     |
| 16    | DEF   | Jesús Navas     |     |
| 12    | DEF   | Jules Koundé    |     |
| 20    | DEF   | Diego Carlos    | 86' |
| 23    | DEF   | Sergio Reguilón |     |
| 24    | MED   | Joan Jordán     |     |
| 25    | MED   | Fernando        |     |
| 10    | MED   | Éver Banega     |     |
| 5     | DEL   | Lucas Ocampos   | 71' |
| 41    | DEL   | Suso            | 77' |
| 19    | DEL   | Luuk de Jong    | 85' |
| D. T. | D. T. | Julen Lopetegui |     |

| 1     | POR   | Samir Handanović    |     |
| 2     | DEF   | Diego Godín         | 90' |
| 6     | DEF   | Stefan de Vrij      |     |
| 95    | DEF   | Alessandro Bastoni  |     |
| 33    | MED   | Danilo D'Ambrosio   | 78' |
| 23    | MED   | Nicolò Barella      |     |
| 77    | MED   | Marcelo Brozović    |     |
| 5     | MED   | Roberto Gagliardini | 78' |
| 15    | MED   | Ashley Young        |     |
| 9     | DEL   | Romelu Lukaku       |     |
| 10    | DEL   | Lautaro Martínez    | 78' |
| D. T. | D. T. | Antonio Conte       |     |

| 11 | DEL | Munir             | 71' |
| 22 | MED | Franco Vázquez    | 78' |
| 51 | DEL | Youssef En-Nesyri | 85' |
| 17 | MED | Nemanja Gudelj    | 86' |

| 24 | MED | Christian Eriksen | 78' |
| 7  | DEL | Alexis Sánchez    | 78' |
| 11 | MED | Victor Moses      | 78' |
| 87 | MED | Antonio Candreva  | 90' |

| 12' · 33' · 74' | Luuk de Jong Romelu Lukaku | 1:1 2:1 3:2 |

| 5' · 35' | Romelu Lukaku Diego Godín | 0:1 2:2 |

| 4' · 45' | Diego Carlos Éver Banega |

| 41' · 55' · 73' | Nicolò Barella Alessandro Bastoni Roberto Gagliardini |

| Principal  | Danny Makkelie          |
| Asistentes | Mario Diks              |
|            | Hessel Steegstra        |
| Cuarto     | Anastasios Sidiropoulos |

| VAR            | Jochem Kamphuis  |
| Asistentes VAR | Kevin Blom       |
|                | Paweł Gil        |
|                | Paweł Sokolnicki |

|                    |     |     |
| Tiros              | 14  | 9   |
| Tiros a puerta     | 6   | 5   |
| Faltas             | 16  | 19  |
| Saques de esquina  | 1   | 2   |
| Fueras de juego    | 0   | 2   |
| Posesión del balón | 47% | 53% |

| Alineación inicial |

| 13    | POR   | Yassine Bounou  |     |
| 16    | DEF   | Jesús Navas     |     |
| 12    | DEF   | Jules Koundé    |     |
| 20    | DEF   | Diego Carlos    | 86' |
| 23    | DEF   | Sergio Reguilón |     |
| 24    | MED   | Joan Jordán     |     |
| 25    | MED   | Fernando        |     |
| 10    | MED   | Éver Banega     |     |
| 5     | DEL   | Lucas Ocampos   | 71' |
| 41    | DEL   | Suso            | 77' |
| 19    | DEL   | Luuk de Jong    | 85' |
| D. T. | D. T. | Julen Lopetegui |     |

| 1     | POR   | Samir Handanović    |     |
| 2     | DEF   | Diego Godín         | 90' |
| 6     | DEF   | Stefan de Vrij      |     |
| 95    | DEF   | Alessandro Bastoni  |     |
| 33    | MED   | Danilo D'Ambrosio   | 78' |
| 23    | MED   | Nicolò Barella      |     |
| 77    | MED   | Marcelo Brozović    |     |
| 5     | MED   | Roberto Gagliardini | 78' |
| 15    | MED   | Ashley Young        |     |
| 9     | DEL   | Romelu Lukaku       |     |
| 10    | DEL   | Lautaro Martínez    | 78' |
| D. T. | D. T. | Antonio Conte       |     |

| 11 | DEL | Munir             | 71' |
| 22 | MED | Franco Vázquez    | 78' |
| 51 | DEL | Youssef En-Nesyri | 85' |
| 17 | MED | Nemanja Gudelj    | 86' |

| 24 | MED | Christian Eriksen | 78' |
| 7  | DEL | Alexis Sánchez    | 78' |
| 11 | MED | Victor Moses      | 78' |
| 87 | MED | Antonio Candreva  | 90' |

| 12' · 33' · 74' | Luuk de Jong Romelu Lukaku | 1:1 2:1 3:2 |

| 5' · 35' | Romelu Lukaku Diego Godín | 0:1 2:2 |

| 4' · 45' | Diego Carlos Éver Banega |

| 41' · 55' · 73' | Nicolò Barella Alessandro Bastoni Roberto Gagliardini |

| Principal  | Danny Makkelie          |
| Asistentes | Mario Diks              |
|            | Hessel Steegstra        |
| Cuarto     | Anastasios Sidiropoulos |

| VAR            | Jochem Kamphuis  |
| Asistentes VAR | Kevin Blom       |
|                | Paweł Gil        |
|                | Paweł Sokolnicki |

|                    |     |     |
| Tiros              | 14  | 9   |
| Tiros a puerta     | 6   | 5   |
| Faltas             | 16  | 19  |
| Saques de esquina  | 1   | 2   |
| Fueras de juego    | 0   | 2   |
| Posesión del balón | 47% | 53% |

| Alineación inicial |

|                            |
| Bandera de España          |
| Campeón Sevilla 6.º título |